# 豊津村 (大阪府)
豊津村（とよつむら）は、大阪府豊能郡にあった村。現在の吹田市の南西端、概ね千里川の右岸、Osaka Metro御堂筋線・北大阪急行電鉄南北線江坂駅の周辺、阪急千里線豊津駅から千里山駅にかけての西側一帯にあたる。

## 地理
- 河川：神崎川、糸田川

## 歴史
「豊」は榎坂村、「津」は垂水村をそれぞれ表し、村名はその合成地名である。
- 1889年（明治22年）4月1日 - 町村制の施行により、豊島郡榎坂村・垂水村の区域をもって発足。もと榎坂村は「坂」を「阪」に変更して大字榎阪となる。大字垂水に村役場を設置。
  - なお、1966年（昭和41年）に「阪」を「坂」に戻したが、同時に「榎」を「江」に変更したため、現行町名は江坂町となっている。
- 1896年（明治29年）4月1日 - 郡の統廃合により、所属郡が豊能郡に変更。
- 1940年（昭和15年）4月1日 - 三島郡吹田町・千里村・岸部村と合併して吹田市が発足。同日豊津村廃止。

## 交通

### 鉄道路線
- 京阪電気鉄道
  - 千里山線（現・阪急千里線）
    - 豊津駅 - 千里山遊園駅（現・関大前駅） - 大学前駅（現・関大前駅） - 千里山駅

現在は旧村域にOsaka Metro御堂筋線・北大阪急行電鉄南北線の江坂駅が所在するが、当時は未開業。

### 道路
現在は旧村域を名神高速道路が通過するが、当時は未開通。